# Jüdische Gemeinde Nordhausen
Die Jüdische Gemeinde Nordhausen in Nordhausen ist heute eine Außenstelle der jüdischen Gemeinde in Thüringen mit derzeit etwa 20 Mitgliedern (Stand 2021).

## Geschichte

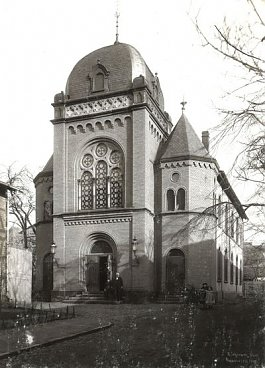
Alte Synagoge am Pferdemarkt

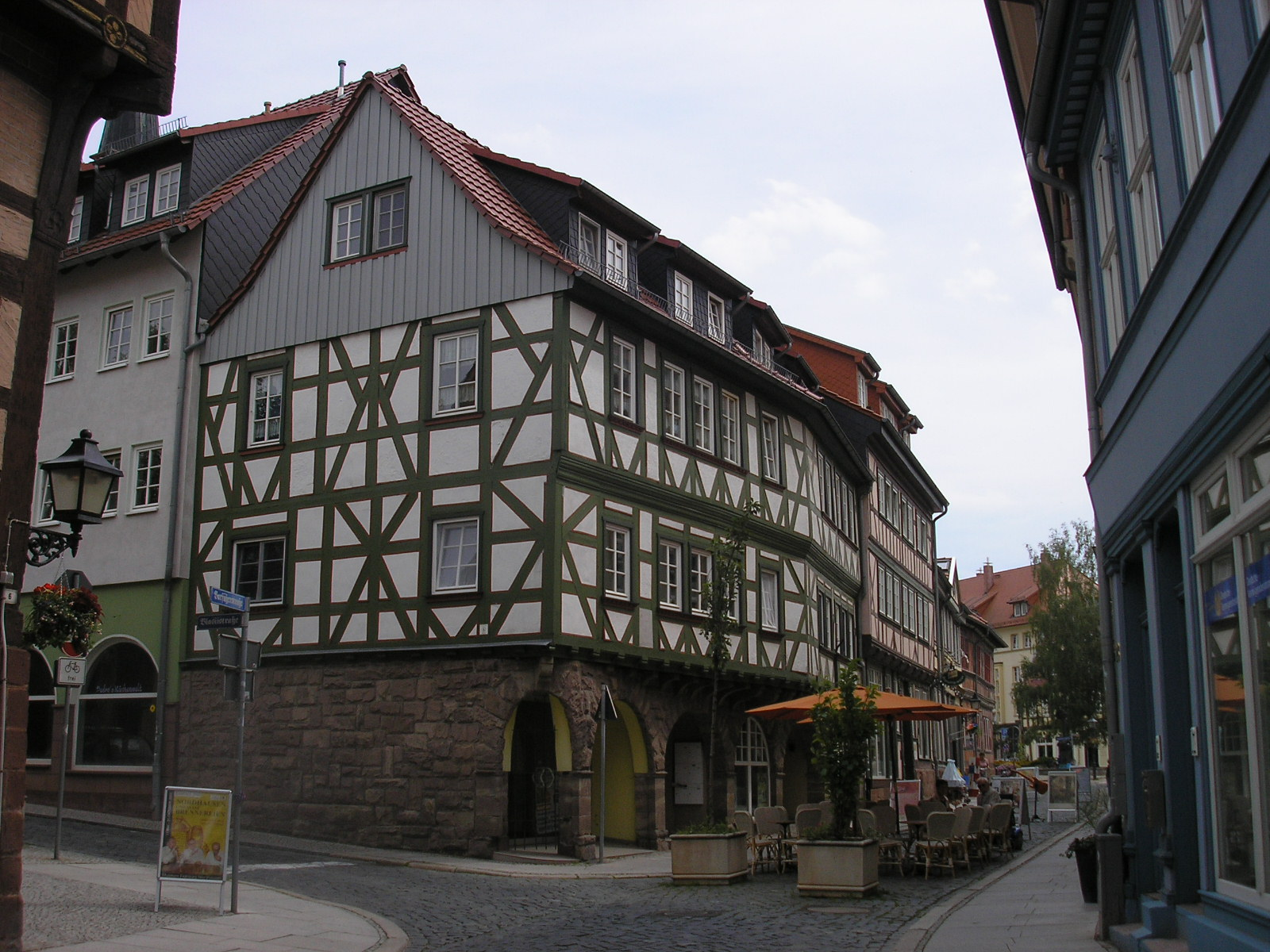
Barfüßer Straße 32

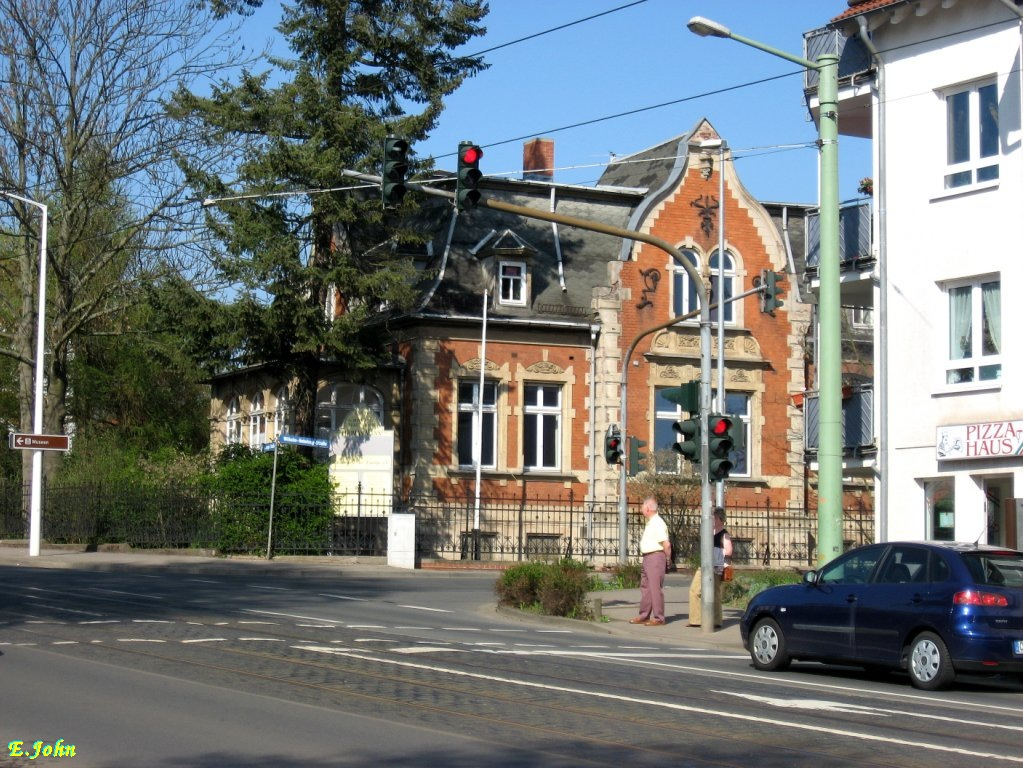
Vereinshaus Thomas Mann, Wilhelm Nebelung Straße

Wahrscheinlich lebten bereits seit der Gründung von Nordhausen um etwa das Jahr 1000 Juden in der Stadt. Erstmals urkundlich erwähnt wurden die Nordhäuser Juden in einer Verordnung  König Rudolf I. aus dem Jahr 1280. Damals befand sich eine Synagoge in der Hütergasse; ebenfalls gab es einen jüdischen Friedhof. Nachdem es auch in Nordhausen Verfolgungen von Juden gegeben hatte – die erste ist für das Jahr 1324 dokumentiert – und es sogar zu Hinrichtungen gekommen war, wurden die Juden nach einem Rechtsstreit mit dem Rat der Stadt Nordhausen im Jahr 1567 aus Nordhausen vertrieben und erst in der Zeit der französischen Besatzung unter Napoleon kam es ab dem Jahr 1808 wieder zu einem Zuzug von Juden. Im Jahr 1813 wurde dann Im Rahmen der Preußischen Reformen eine jüdische Gemeinde neu begründet.. Ein Betlokal befand sich damals in der Rittergasse – bis zur Errichtung der Synagoge Nordhausen am Pferdemarkt in den Jahren zwischen 1843 und 1845, die 1888 baulich erweitert wurde.
Die jüdischen Familien waren in Nordhausen gesellschaftlich gut integriert, sie waren religiös überwiegend liberal eingestellt und riefen mehrere Vereine und Stiftungen ins Leben. Jüdische Unternehmen hatten einen wesentlichen Anteil an Wirtschaft und Handel in der Stadt.
Bereits zum Ende des 19. Jahrhunderts wuchsen in Nordhausen zunehmend nationalistische und antisemitische Tendenzen. In der Zeit des Nationalsozialismus wurden die jüdischen Geschäfte boykottiert, Hetze und Verfolgungen nahmen zu. Im Zuge der Novemberpogrome brannte die Synagoge am 10. November 1938 völlig aus und es kam zu zahlreichen Verhaftungen. Nach Beginn des Zweiten Weltkriegs mussten die Juden ihre Wohnungen verlassen und wurden in Judenhäusern untergebracht. Etwa 200 Menschen gelang eine Emigration in die USA oder nach Palästina, bevor es ab Mai 1942 zu Deportationen ins KZ Theresienstadt und in osteuropäische Vernichtungslager kam. Nach Angaben der Gedenkstätte Yad Vashem fielen über 200 jüdische Nordhäuser Bürger dem Holocaust zum Opfer.
Seit 1991 immigrierten jüdische Kontingentflüchtlinge nach Nordhausen. Im Jahr 2003 bildete sich die Initiative „Schalom“, die in den ersten Jahren ihrer Gründungsphase durch den örtlichen Verein für Migranten Schrankenlos e.V. gefördert und unter anderem auch durch den ehemaligen Oberbürgermeister Manfred Schröter unterstützt wurde. Ihren Sitz hatte diese erste jüdische Repräsentation in der Stadt nach dem Zweiten Weltkrieg zunächst in der Barfüßer Straße 32, im Hause des Vereins Schrankenlos.
2006 erfolgte der Umzug in eigenständige Räumlichkeiten im Vereinshaus „Thomas Mann“, wo sie über einen Gebetsraum, ein Büro, eine Bibliothek, einen Gemeinschaftsraum und eine Küche verfügte. Im Jahr 2008 erhielt die jüdische Gemeinde Nordhausen wieder eine Thorarolle. Nach dem Verkauf des Vereinshauses fand die Gemeinde eine neue Heimat in der Spiegelstraße. Hier finden neben dem religiösen Leben auch zahlreiche kulturelle Veranstaltungen, Vorträge, Vorlesungen, Workshops, Diskussionsrunden und interreligiöse Dialogveranstaltungen statt.

## Rabbiner der Jüdischen Gemeinde Nordhausen
- 1856–1874: Samuel Auerbach
- 1875–1883: David Leimdörfer
- 1883–1889: Siegmund Gelbhaus
- 1889–1909: Philipp Schönberger
- 1909–1925: Alfred Levy
- 1925–1927: Gustav Pfingst
- 1927–1933: Heinrich Lemle

## Jüdischer Friedhof
Auf dem seit  Anfang des 19. Jahrhunderts bestehenden Jüdischen Friedhof Nordhausen sind heute noch 320 Grabsteine erhalten.

## Gedenksteine
Am ehemaligen Standort der Synagoge am Pferdemarkt/Ecke Wolfstraße befindet sich heute ein Gedenkstein, außerdem erinnern zwei Stelen an die ehemalige Synagoge und ihre Zerstörung durch die Nationalsozialisten.